# A.C. Monza
Associazione Calcio Monza er en italiensk fodboldklub fra byen Monza. Klubben spiller i Serie A.
| Fodbold | Spire Denne artikel om en fodboldklub er en spire som bør udbygges. Du er velkommen til at hjælpe Wikipedia ved at udvide den. |